# Giacinto da Vetralla
Giacinto Brusciotto da Vetralla (né le 23 janvier 1601 à Vetralla) est un missionnaire capucin qui a écrit la première grammaire kikongo en italien, portugais et latin en 1659.